# Waldrach
Waldrach település Németországban, Rajna-vidék-Pfalz tartományban. Lakosainak száma 2114 fő (2023. december 31.).

## Népesség
A település népességének változása:
| Lakosok száma | 2125 | 2046 | 2035 | 2052 | 2111 | 2114 |
|               | 1975 | 2017 | 2019 | 2021 | 2022 | 2023 |